# Lipnica Wielka (powiat Nowotarski)
Lipnica Wielka is een dorp in het Poolse woiwodschap Klein-Polen, in het district Nowotarski. De plaats maakt deel uit van de gemeente Lipnica Wielka en telt 3300 inwoners.